# 維奇尼
50°53′51″N 24°58′19″E / 50.89750°N 24.97194°E
維奇尼（烏克蘭語：Вічині）是位於烏克蘭西部沃倫州裏盧茨克區的村莊，始建於1545年，面積1.94平方公里，海拔高度189米，2001年人口475，人口密度每平方公里244.85人。